# 希腊政治
希腊是一个议会民主制国家。

## 宪法
希腊现行宪法为1975年宪法。

## 国家元首
希腊国家元首为希腊总统。总统任期为5年。

## 立法
希腊议会为立法机构。希腊议会为一院制，共有300名议员，每届任期4年。

## 行政
政府首脑为总理。總理是希臘的政府首腦，領導內閣。總理一般由國會最大黨的黨魁擔任。

## 司法
希腊最高司法机构包括最高法院、最高行政法院以及检察机构。

## 政党
希腊的主要政党有新民主党、激进左翼联盟、泛希腊社会主义运动、希腊共产党、独立希腊人党、金色黎明党等。